# 诺文波普拉尼亚

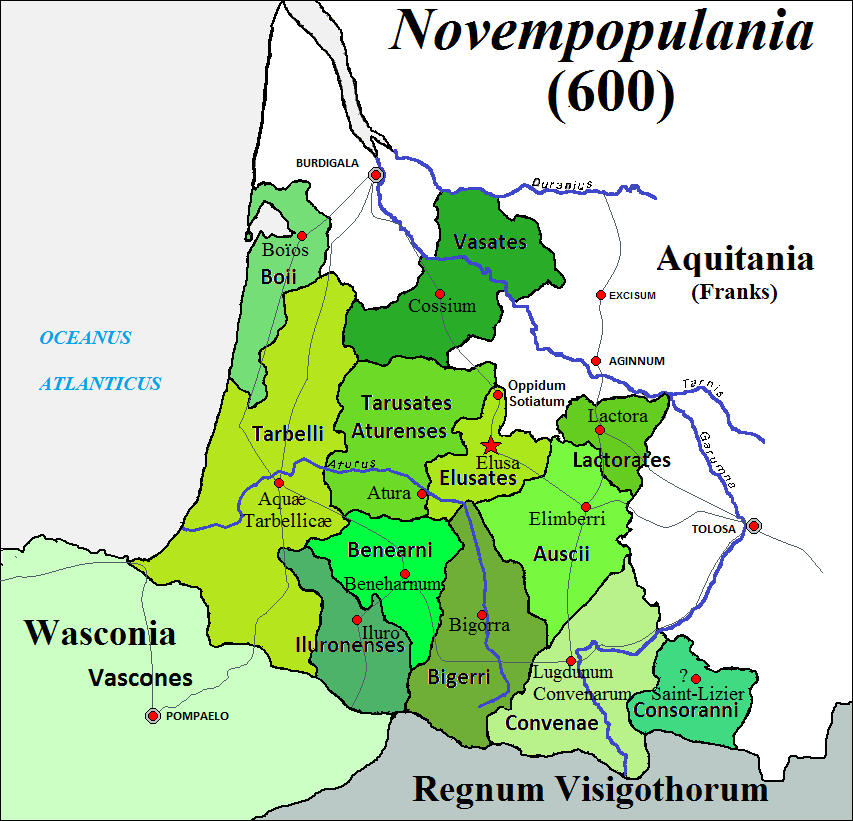
诺文波普拉尼亚

诺文波普拉尼亚（拉丁語：Novempopulania，意为“九民族之地”），又称第三阿基坦（拉丁語：Aquitania Tertia），是羅馬帝國皇帝戴克里先创建的行省之一，是前阿基坦高卢行省的一部分。